# Кружльова

Греко-католицька церква в Кружльовій у лемківському стилі, побудована в 1714 р., зруйнована у 1930-40рр.

Кружльова, Кружлова (словац. Kružlová) — село в Словаччині, Свидницькому окрузі Пряшівського краю.
Вперше згадується у 1414 році.

## Географія
Розташоване в північно-східній частині Словаччини, у Низькому Бескиді. Протікає річка Свидничанка.

## Пам'ятки
У селі є православна церква святих апостолів Петра і Павла з 19 століття в стилі бароко-класицизму та військовий музей «Долина смерті» (словац. Údolie smrti).

## Населення
| Рік:            | 1994. | 2004.   | 2014.    | 2024.    |
| --------------- | ----- | ------- | -------- | -------- |
| Кількість осіб: | 522   | 566     | 684      | 753      |
| Різниця:        |       | +8,42 % | +20,84 % | +10,08 % |

| Рік:            | 2023. | 2024. |
| --------------- | ----- | ----- |
| Кількість осіб: | 753   | 753   |
| Різниця:        |       | +0 %  |

В селі проживає 630 осіб.
Національний склад населення (за даними останнього перепису населення — 2001 року):
- словаки — 59,14 %
- цигани — 20,97 %
- русини — 17,56 %
- українці — 1,43 %

У 2010—их роках у селі реально проживало 461 циган (представників маргіналізованої ромської громади (словац. marginalizovaná rómska komunita)), із 690 осіб, тобто 67 % населення.
Склад населення за приналежністю до релігії станом на 2001 рік:
- православні — 86,02 %,
- греко-католики — 3,94 %,
- римо-католики — 3,76 %,
- не вважають себе віруючими або не належать до жодної вищезгаданої церкви- 4,13 %